# 西生田
西生田（にしいくた）は、神奈川県川崎市多摩区の地名。現行行政地名は西生田1丁目から西生田5丁目。住居表示実施済区域。

## 地理
多摩区の西部に位置し、北西に菅仙谷、北と北東に菅馬場・寺尾台、東に生田・栗谷、南東に南生田、西に麻生区高石、北西に麻生区多摩美と接している。

### 地価
住宅地の地価は、2025年（令和7年）1月1日の公示地価によれば、西生田3丁目3-4の地点で23万5000円/m²となっている。

## 歴史

### 沿革
- 1978年（昭和53年）10月1日 - 住居表示の実施に伴い、生田の一部を分離し、西生田1丁目を新設。
- 1979年（昭和54年）10月22日 - 住居表示の実施に伴い、生田の一部を分離し、西生田2丁目から西生田5丁目を新設[5][7]。

## 世帯数と人口
2025年（令和7年）6月30日現在（川崎市発表）の世帯数と人口は以下の通りである。
| 丁目        | 世帯数    | 人口    |
| ----------- | --------- | ------- |
| 西生田1丁目 | 690世帯   | 1,011人 |
| 西生田2丁目 | 948世帯   | 1,324人 |
| 西生田3丁目 | 1,782世帯 | 2,692人 |
| 西生田4丁目 | 1,537世帯 | 2,453人 |
| 西生田5丁目 | 1,066世帯 | 1,826人 |
| 計          | 6,023世帯 | 9,306人 |

### 人口の変遷
国勢調査による人口の推移。
| 年                 | 人口   |
| ------------------ | ------ |
| 1995年（平成7年）  | 9,095  |
| 2000年（平成12年） | 8,770  |
| 2005年（平成17年） | 9,347  |
| 2010年（平成22年） | 9,642  |
| 2015年（平成27年） | 9,629  |
| 2020年（令和2年）  | 10,023 |

### 世帯数の変遷
国勢調査による世帯数の推移。
| 年                 | 世帯数 |
| ------------------ | ------ |
| 1995年（平成7年）  | 4,299  |
| 2000年（平成12年） | 4,339  |
| 2005年（平成17年） | 4,867  |
| 2010年（平成22年） | 5,165  |
| 2015年（平成27年） | 5,355  |
| 2020年（令和2年）  | 5,889  |

## 学区
市立小・中学校に通う場合、学区は以下の通りとなる（2022年3月時点）。
| 丁目        | 番・番地等        | 小学校               | 中学校               |
| ----------- | ----------------- | -------------------- | -------------------- |
| 西生田1丁目 | 全域              | 川崎市立生田小学校   | 川崎市立生田中学校   |
| 西生田2丁目 | 全域              | 川崎市立生田小学校   | 川崎市立生田中学校   |
| 西生田3丁目 | 1～11番           | 川崎市立生田小学校   | 川崎市立南生田中学校 |
| 西生田3丁目 | 12～27番          | 川崎市立南生田小学校 | 川崎市立南生田中学校 |
| 西生田4丁目 | 12～14番 19～26番 | 川崎市立南生田小学校 | 川崎市立南生田中学校 |
| 西生田4丁目 | 1～11番 15～18番  | 川崎市立生田小学校   | 川崎市立南生田中学校 |
| 西生田5丁目 | 全域              | 川崎市立南生田小学校 | 川崎市立南生田中学校 |

## 事業所
2021年（令和3年）現在の経済センサス調査による事業所数と従業員数は以下の通りである。
| 丁目        | 事業所数  | 従業員数 |
| ----------- | --------- | -------- |
| 西生田1丁目 | 41事業所  | 165人    |
| 西生田2丁目 | 69事業所  | 624人    |
| 西生田3丁目 | 72事業所  | 724人    |
| 西生田4丁目 | 60事業所  | 274人    |
| 西生田5丁目 | 12事業所  | 381人    |
| 計          | 254事業所 | 2,168人  |

### 事業者数の変遷
経済センサスによる事業所数の推移。
| 年                 | 事業者数 |
| ------------------ | -------- |
| 2016年（平成28年） | 259      |
| 2021年（令和3年）  | 254      |

### 従業員数の変遷
経済センサスによる従業員数の推移。
| 年                 | 従業員数 |
| ------------------ | -------- |
| 2016年（平成28年） | 2,797    |
| 2021年（令和3年）  | 2,168    |

## 交通

### 鉄道
- 小田急電鉄 小田原線
  - 読売ランド前駅

### 道路
- 神奈川県道3号世田谷町田線

## 施設
- 日本女子大学附属中学校・高等学校
- 川崎生田郵便局[18]

## その他

### 日本郵便
- 郵便番号 : 214-0037[3]（集配局 : 登戸郵便局[19]）

### 警察
町内の警察の管轄区域は以下の通りである。
| 町丁        | 番・番地等 | 警察署     | 交番・駐在所       |
| ----------- | ---------- | ---------- | ------------------ |
| 西生田1丁目 | 全域       | 多摩警察署 | 読売ランド駅前交番 |
| 西生田2丁目 | 全域       | 多摩警察署 | 読売ランド駅前交番 |
| 西生田3丁目 | 全域       | 多摩警察署 | 読売ランド駅前交番 |
| 西生田4丁目 | 全域       | 多摩警察署 | 読売ランド駅前交番 |
| 西生田5丁目 | 全域       | 多摩警察署 | 読売ランド駅前交番 |